# Карпо, Жан-Батист
Жан-Бати́ст Карпо́ (фр. Jean-Baptiste Carpeaux; 11 мая 1827, Валансьен — 12 октября 1875, Курбевуа) — французский скульптор, живописец и график, один из главных представителей «стиля Наполеона III» периода Второй империи.

## Биография
Карпо был выходцем из семьи потомственных мастеров-каменщиков в Валансьене на севере Франции. Приехав в Париж в 1838 году со своей семьей, Карпо получил начальное обучение рисованию и лепке в бесплатной «Малой школе» (Petite École).
В 1844 году Жан-Батист поступил в Школу изящных искусств, в скульптурную мастерскую Франсуа Рюда. Он работал с Рюдом восемь месяцев, но по совету учителя перешёл в мастерскую Франциска Жозефа Дюре.
В 1854 году по итогам выставки в Академии живописи и скульптуры за скульптуру «Гектор, молящий богов за своего сына Астианакса» Карпо получил Римскую премию и учебную стипендию, позволившую ему совершить поездку в Италию с длительной остановкой в Риме. Однако поездка была отложена на год, так как художнику пришлось выполнить несколько заказов. В январе 1856 года он поселился во Французской академии в Риме на Вилле Медичи. В Риме Карпо изучал произведения великих мастеров: Донателло, Рафаэля, Микеланджело.
В 1862 году, вернувшись в Париж, он был представлен императорскому двору своим другом и покровителем Эженом д’Альвеном де Пьеном, который вскоре стал камергером императрицы. Карпо был поклонником императора Наполеона III и следовал за ним из города в город во время официальной поездки Наполеона по северу Франции. Поначалу он не устанавливал никаких контактов с императором, но в конце концов ему удалось организовать личную встречу в Амьене, где он сумел убедить Наполеона заказать мраморную статую. В то время Жан-Батист Карпо стал востребованным портретистом, но он никогда не был придворным чиновником. В том же году он создал бюст принцессы Матильды, что позволило ему получить несколько заказов и от самого императора.
Карпо участвовал в выставке в своём родном Валансьене, где показал скульптуру «Смеющаяся девочка», а затем вновь уехал в Рим. Он бродил по улицам Вечного города, делая зарисовки, и, возможно, тогда решил сделать главным предметом своего творчества обычную жизни людей, их праздники и развлечения. В Риме по мотивам сочинения Данте он создал «Группу окружённого своими детьми и внуками Уголино». В 1863 году Жан-Батист Карпо принял участие в первом Салоне Национального общества изобразительных искусств Париже. В 1864 году Карпо давал уроки рисования и лепки принцу Луи-Наполеону Бонапарту. По случаю фестивалей, организованных в честь Всемирной выставки, Карпо создал серию картин, в том числе «Костюмированный бал во дворце Тюильри», ныне хранящийся в Музее Орсе.
В 1866 году он стал кавалером ордена Почётного легиона.
Жан-Батист Карпо в 1868 году открыл в Отое (район Парижа) собственную мастерскую, и после нескольких успешных работ получил правительственный заказ украсить Павильон Флоры в Лувре. Карпо прежде многих проявил себя удачливым коммерсантом, тиражируя модели своих скульптурных произведений в гипсе, терракоте, бронзе и мраморе. Он использовал и независимых литейщиков для отливки моделей в бронзе.
Карпо сотрудничал с архитектором Габриелем Давью при создании своей последней работы «Фонтан четырёх частей света» (la Fontaine des Quatre-Parties-du-Monde). Он создал группу из четырёх фигур: Азии, Европы, Америки и Африки, поддерживающих земной шар. «Галилей направил меня на путь, сказав: „Земля вращается!“ Вот как я изобразил четыре стороны света, вращающиеся вслед за вращением земного шара», — написал Карпо незадолго до представления окончательной модели. В адрес этого произведения обрушилась критика Салона: «Четыре раздетые, долговязые женщины борются с одним ошеломлённым и яростным взглядом под большим глобусом, который они не поддерживают. Этот неопрятный стиль решительно непереносим в произведениях, предназначенных для пленэра».
Бронзовая группа была отлита в 1874 году. После его смерти скульптор-анималист Эмманюэль Фремье завершил фонтан, добавив в бассейн восемь прыгающих лошадей, черепах и дельфинов. Позднее скульптуры фонтана были перенесены в Люксембургский сад.
Последние годы жизни Жана-Батиста Карпо были мрачными. Поражение Франции в войне с Пруссией 1870 года отменило все заказы. В то же время у Карпо возникла нездоровая ревность к жене, которая привела в 1874 году к разводу. Из-за нехватки средств скульптор отказался от управления своей мастерской. 12 октября 1875 года он умер от рака мочевого пузыря в Курбевуа. Его похороны состоялись в местной церкви два дня спустя (14 октября) в присутствии более 2000 человек. После недолгого пребывания во временном склепе его тело 28 ноября 1875 года было перевезено в Валансьен и на следующий день (29 ноября) похоронено на кладбище Сен-Рош. В своем завещании Карпо пожертвовал ряд своих работ Музею изящных искусств в Валансьене.

## Творчество
Работы Карпо были тесно связаны с градостроительными планами эпохи Второй империи. Уже были осуществлены многие скульптуры как части уличных фонтанов в центре Парижа. Так и произведение Карпо «Фонтан четырёх частей света» было связано с расположением вблизи парижской обсерватории. В иных произведениях проявились характерные для эпохи середины XIX века натуралистические тенденции одновременно со стремлениями выразить динамику, движение форм, характерные для стиля барокко. Недаром стиль Наполеона III часто называли вторым барокко.
В то же время косные вкусы парижских обывателей и воспитанных на академическом искусстве критиков препятствовали пониманию по-своему новаторского искусства Карпо, соединяющего натурализм и экспрессию. Особенную ярость критиков вызывали «Обнажённая» с фронтона павильона Флоры во дворце Лувра и самое знаменитое произведение скульптора — группа «Танец» (1869) на южном фасаде здания Оперы Гарнье. Страсти о «приличии» скульптуры были столь накалены, что в ночь с 27 на 28 августа 1869 года на «Танец» было совершено покушение. Некий возмущённый господин швырнул в скульптуру чернильницу. Вскоре она была очищена. Однако страницы сатирических парижских журналов пестрели злыми карикатурами. Даже писатель Проспер Мериме, одно время бывший главным инспектором исторических памятников, возмущённо писал: «Он сделал группу дикарей, танцующих канкан перед зданием Оперы. Можно только удивляться, что не вмешивается полиция». Под давлением общественности император распорядился убрать скульптуру и заменить её другой, «более приличной», заказанной Шарлю Гюмери. Произведение Карпо спасла только начавшаяся Франко-прусская война. Лишь сравнительно недавно, в 1964 году подлинник перенесли сначала в Лувр, а затем в Музей Орсе.
Жан-Батист Карпо был не только скульптором, он уделял внимание рисунку и живописи, в которой он в основном копировал картины старых итальянских и фламандских мастеров, а также произведения Эжена Делакруа и Теодорa Жерико .
Среди его учеников были Жюль Далу, Жан-Луи Форен и американский скульптор Олин Леви Уорнер.

## Галерея

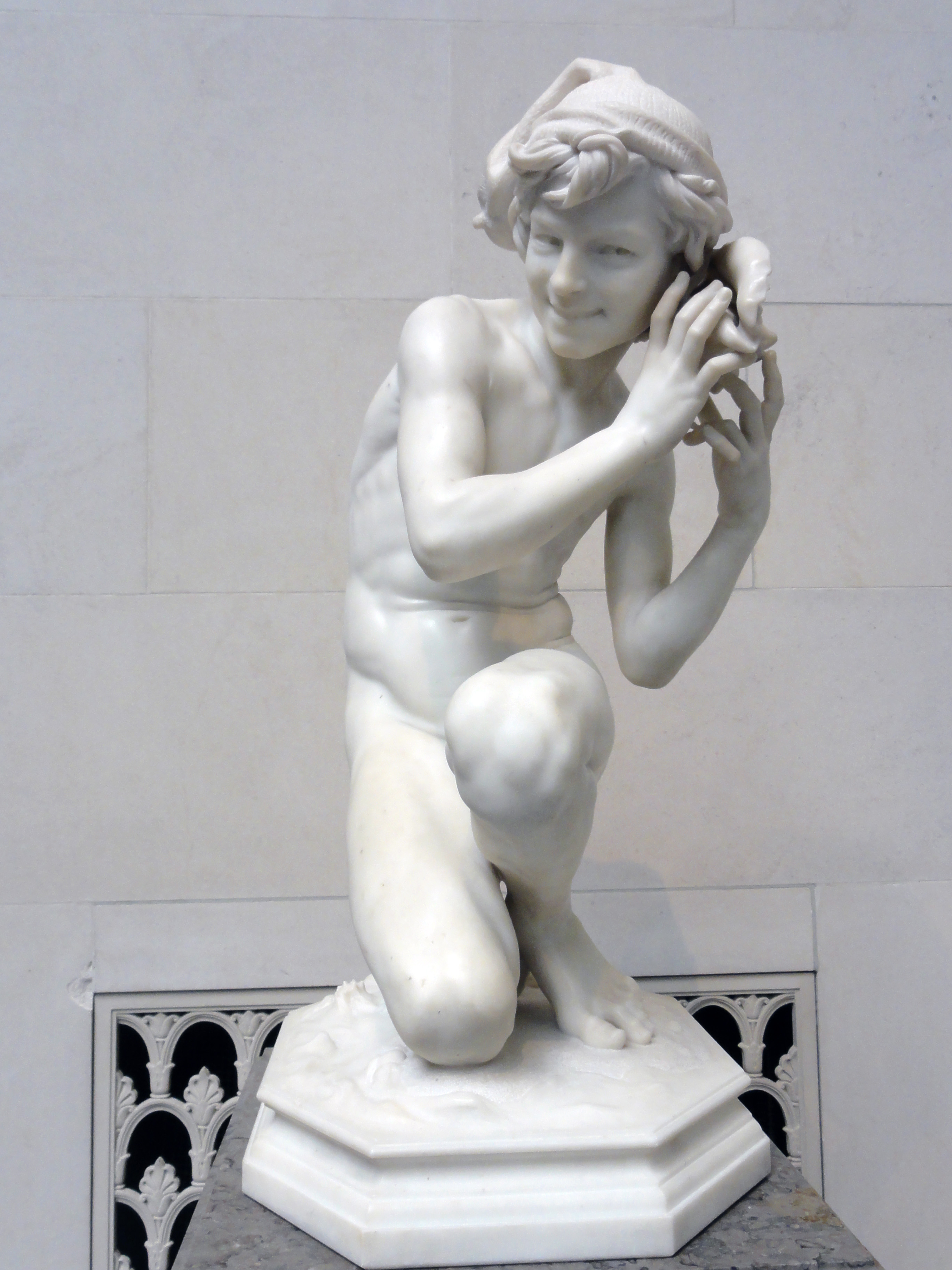
Неаполитанский мальчик-рыбак. 1861. Мрамор. Национальная галерея искусства, Вашингтон
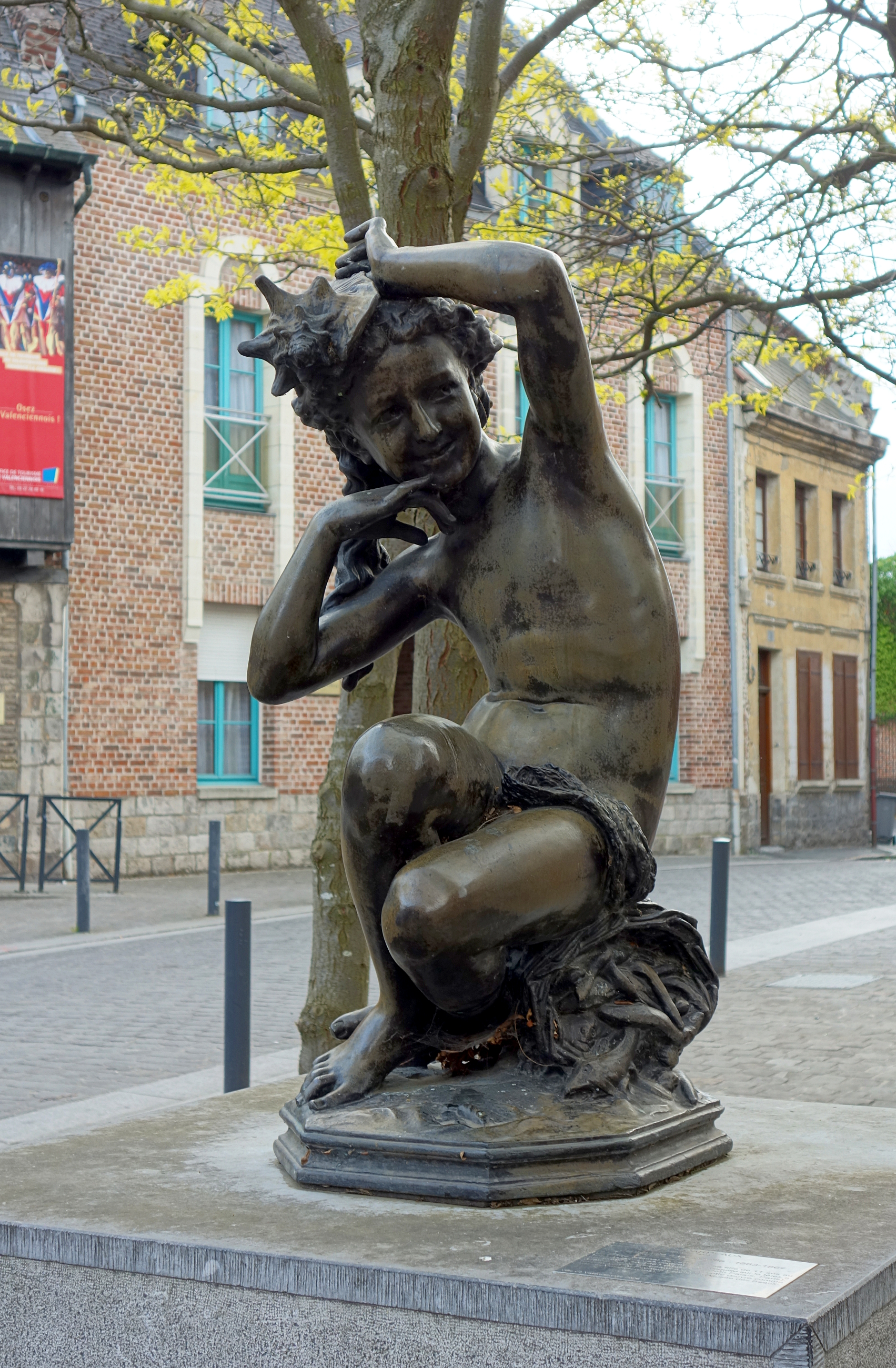
Девочка с раковиной. 1864. Бронза. Валансьен
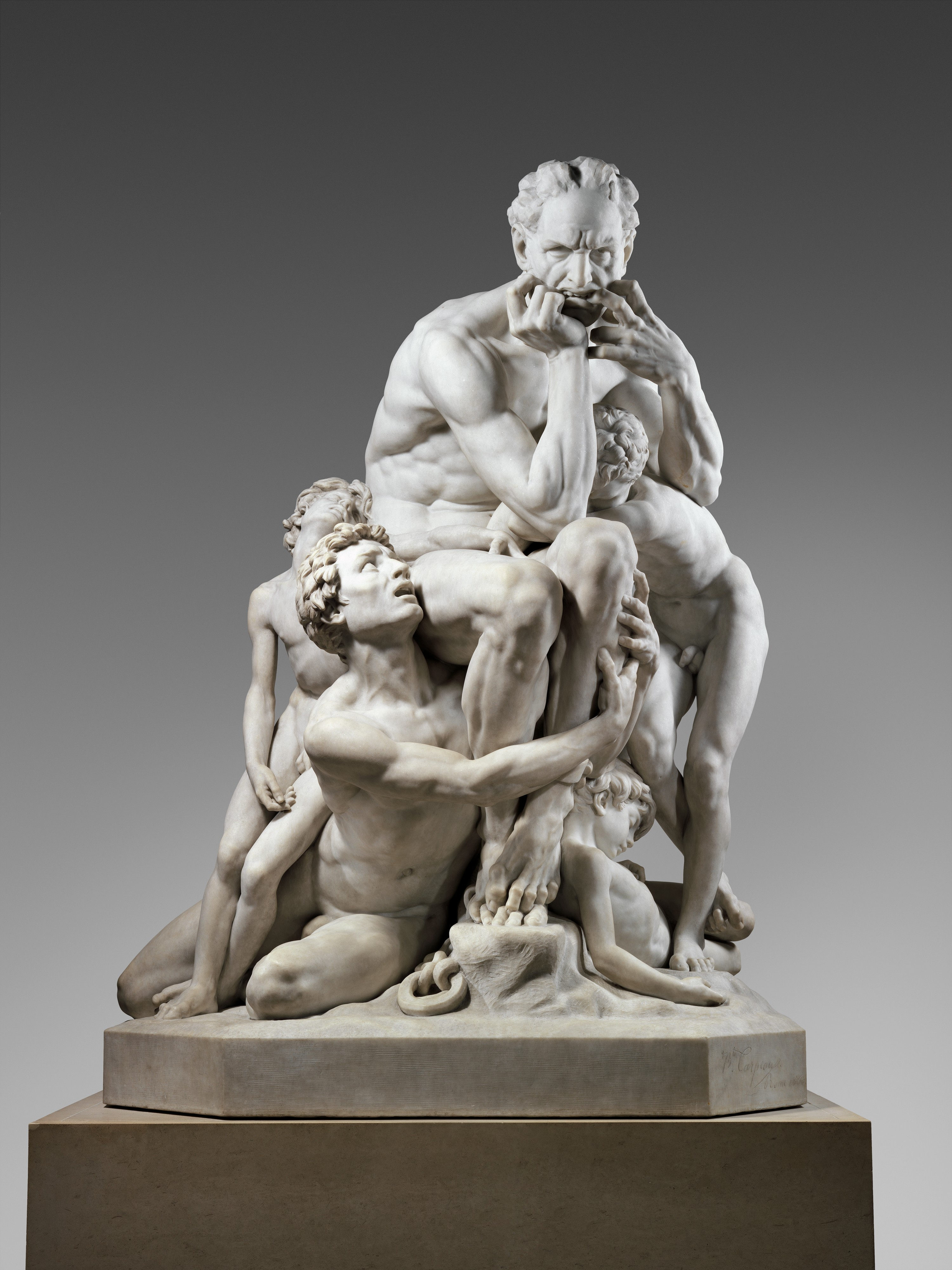
Уголино и его сыновья. 1865–1867. Мрамор. Метрополитен-музей, Варшава
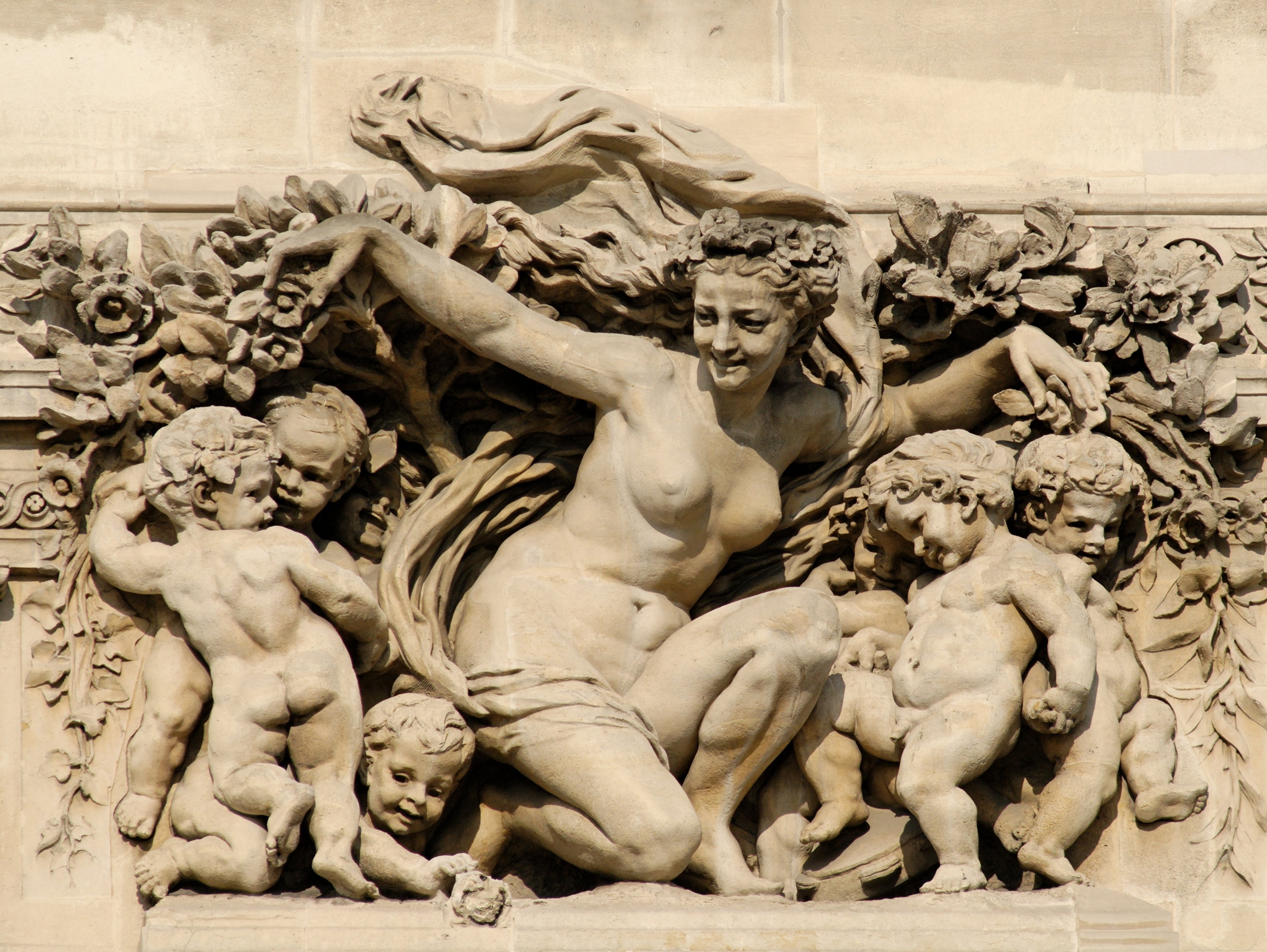
Триумф Флоры. 1866. Рельеф южного фасада Павильона Флоры дворца Лувр. Париж
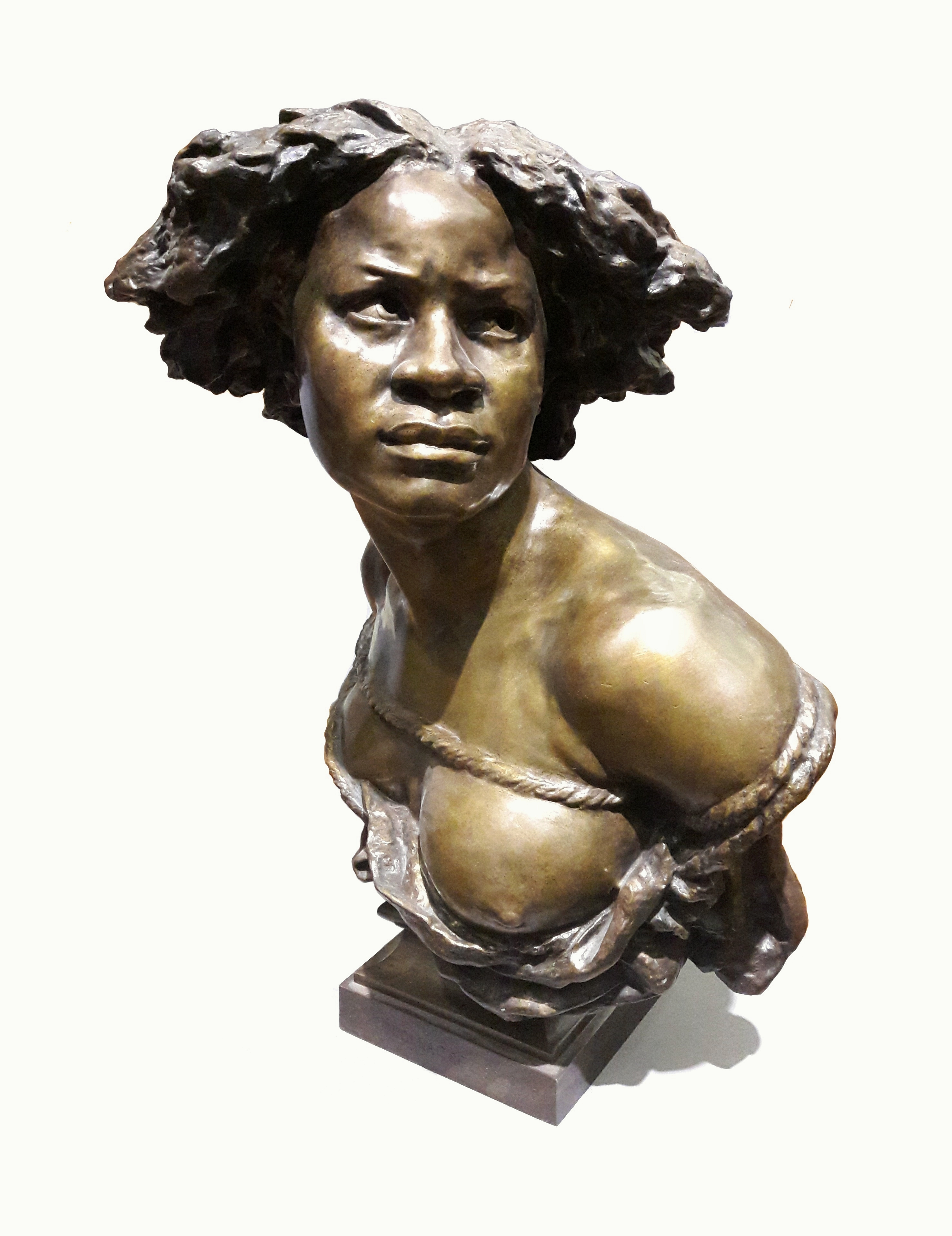
Бюст негритянки. 1868. Бронза. Национальный музей, Варшава
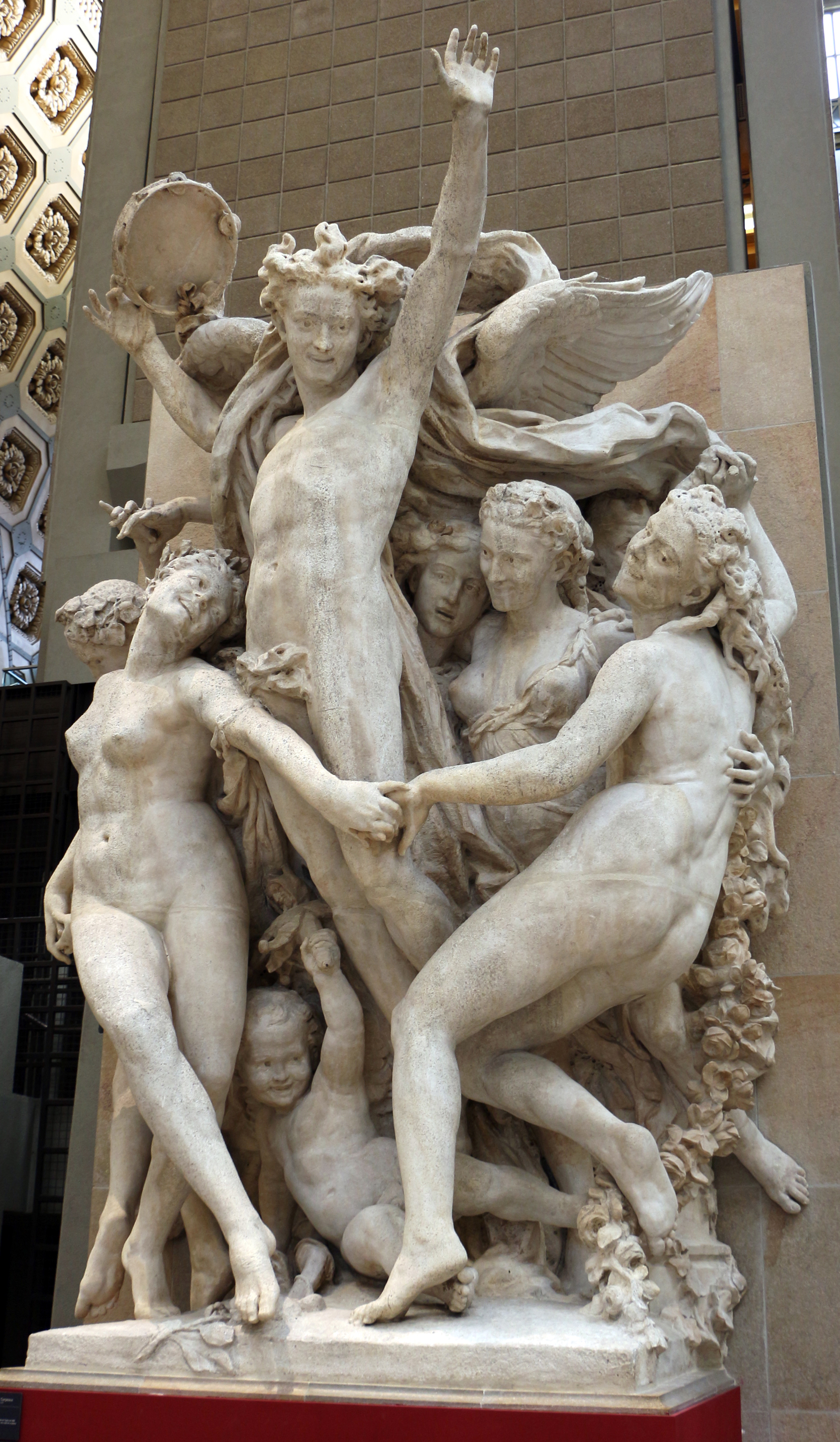
Танец. 1869. Мрамор. Музей Орсе, Париж
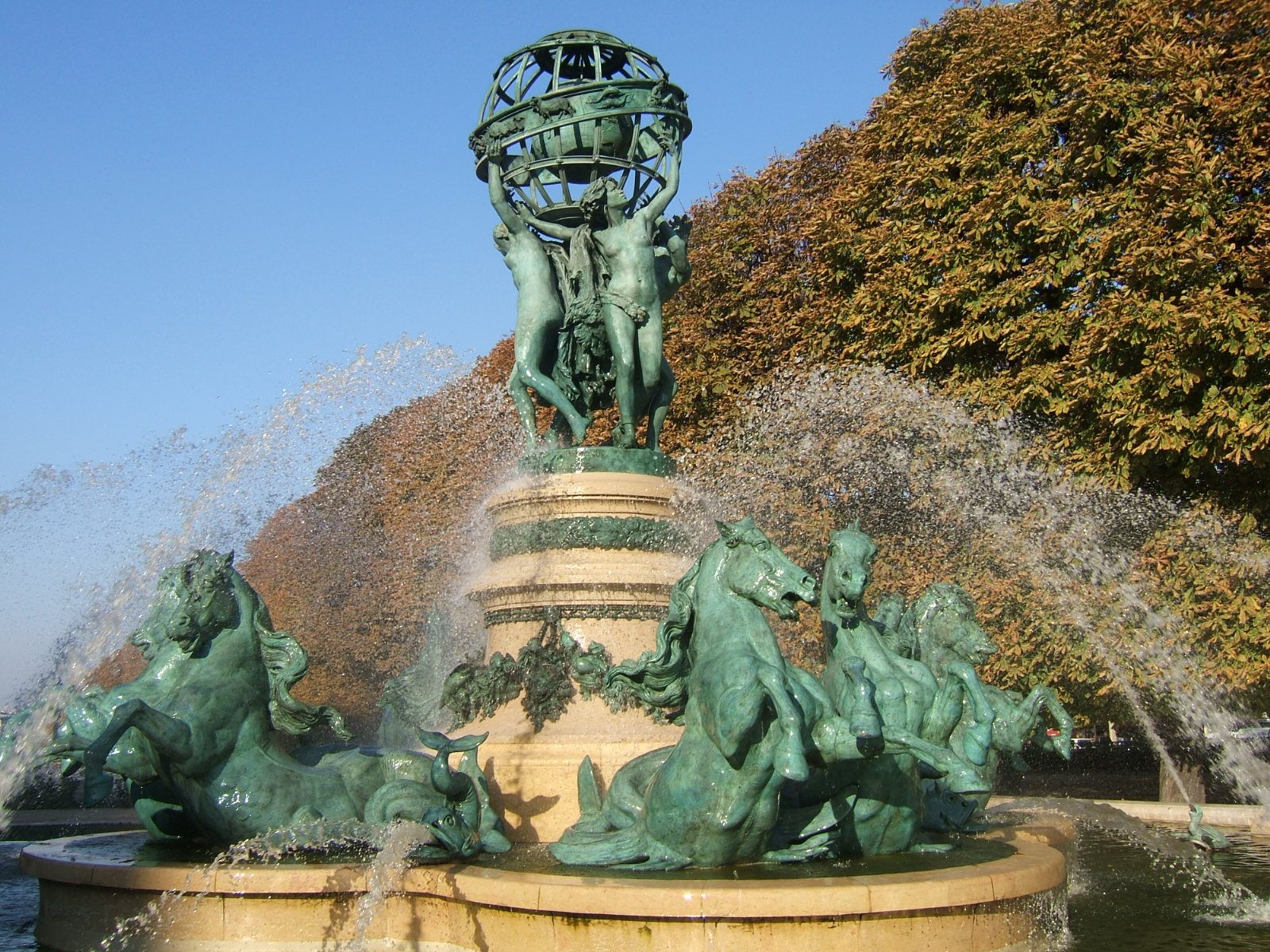
Фонтан Четыре части света. 1874. Бронза. Люксембургский сад, Париж
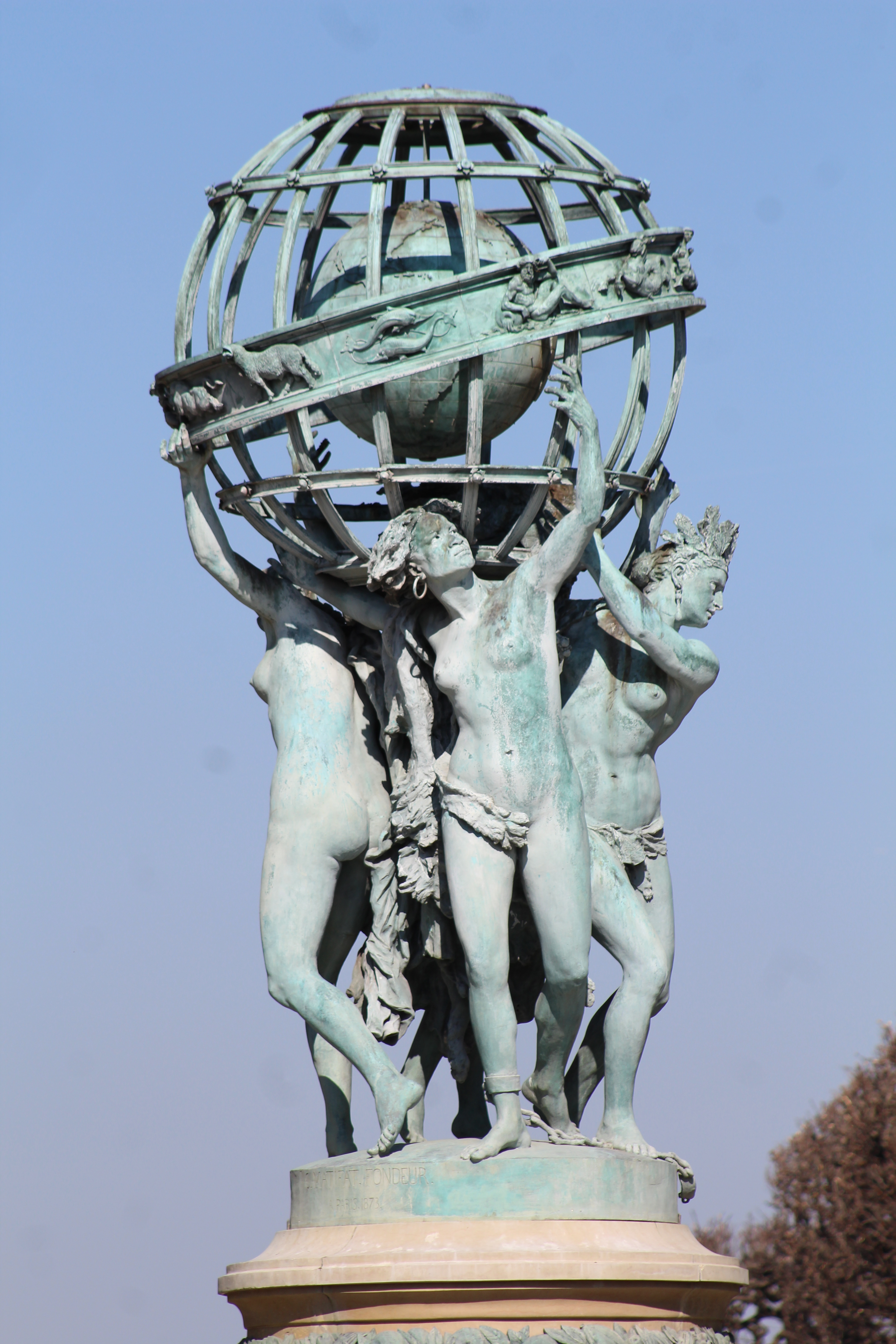
Фонтан Четыре части света. Деталь

## Избранные произведения
- Неаполитанский рыбачок
- Смеющаяся девочка
- Группа окружённого своими детьми и внуками Уголино, Париж, сад Тюильри
- Принцесса Матильда, бюст (1863)
- Девочка с раковиной (1864)
- Статуя принца Империи
- Фонтан 4-х частей света, Париж, Люксембургский сад
- Статуя Антуана Ватто
- Бюст Александра Дюма-младшего
- Бюст Эжени Фиокр (1869).